# Xã Portland, Quận Whiteside, Illinois
Xã Portland (tiếng Anh: Portland Township) là một xã thuộc quận Whiteside, tiểu bang Illinois, Hoa Kỳ. Năm 2010, dân số của xã này là 422 người.